# PUR+

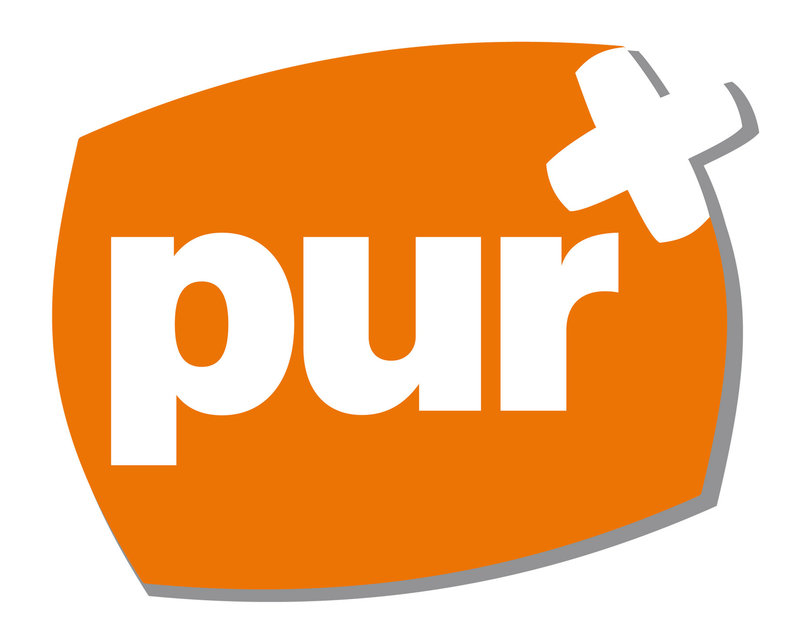
pur+-Logo von 2006 bis 2017

PUR+ (2006–2017: pur+) ist ein Entdeckermagazin im Kinder- und Jugendprogramm ZDFtivi (ZDF).

## PUR+
Jede Folge behandelt jeweils ein Thema. Reportagen, Erklärungen, Experimente und Comedy beleuchten das Thema aus verschiedenen Blickwinkeln. Im Mittelpunkt der Sendung stehen die Erfahrungen und Einschätzungen von Kindern. Produziert wird PUR+ beim ZDF in Mainz und wird im virtuellen heute-Studio N1 aufgenommen.
Moderator von PUR+ ist Eric Mayer (genannt: „Stuntman des Wissens“). Er ist durch die Kindernachrichtensendung logo! bekannt geworden, wo er als Reporter fungierte. Eric Mayer ist für PUR+ als Reporter unterwegs. Das Erkennungsmerkmal von PUR+ war anfangs ein orangefarbener Fernseher, Orange als Kennungsfarbe des ZDF. In der Rubrik „Das Letzte“ am Ende der Sendung präsentieren die Puppe Babsie (Barbie nachempfunden) und der Teddybär Gilbärt verschiedene Sketche, unter anderem über das Privatleben von Darth Vader und seinen ersichtlich realitätsfernen Größenwahn, über Bob den Klaumeister und über den sich körperlich überschätzenden „Ronny Danger“ (zu Deutsch: „Gefahr“), dem „schlechtesten Stuntman der Welt“. Bis 2015 wirkte zudem das kluge Stoffpferd Pferdinand mit.

## PuR
1994 startete eine Pilotphase von PuR, dem Vorgänger von PUR+. Zwischen 1995 und 2006 ging PuR schließlich als regelmäßig erscheinende Sendung über die Bildschirme. Diese spielte wöchentlich von 2002 bis 2006 in einer Art Raumschiff, dem PuR-Flugmobil, mit dem die Hauptfiguren, der Moderator Jo Hiller und die Zeichentrickfiguren Petty und Teddy, um den Erdball fliegen, unter Wasser tauchen und sich sogar im Internet bewegen konnten. Die Trickfigur Petty hatte ihre eigene Sendung in der Sendung, die „Petty PuR Show“ (ein Vorläufer von „Das Letzte“, der allerdings eine größere Eigenständigkeit hatte). Anfangs gab es auch noch die Trickfigur Froggy. Enie van de Meiklokjes gab von 2004 bis 2006 kreative Tipps. Von 1996 bis 1997 präsentierte Antje Pieper alle zwei Wochen das Magazin PuR Sport.

## Auszeichnungen
2008 erhielt PUR+ für die Folge „Alles Müll, oder was?“ (22. September 2007) auf dem 19. Internationalen Filmfestival CIAK Junior in Treviso den internationalen CIAK-Fernsehpreis in der Kategorie „Audiovisual Programme for Children’s Education“ sowie den Goldenen Spatz der Kinderjury für die Folge „Kopfsprung in die Tiefe“. Für die Folge „Hilfe, ich bin ein Vorurteil“ wurde die Sendung am Freitag, 26. September 2014, in München mit dem Robert-Geisendörfer-Preis 2014 in der Kategorie „Kinderprogrammfernsehen“ ausgezeichnet. Die Folge „Ich habe Krebs“ (12. Mai 2018) wurde mit dem Emil-Kinderfilmpreis ausgezeichnet.